# リヒャルト・ワーグナー (鉄道技術者)

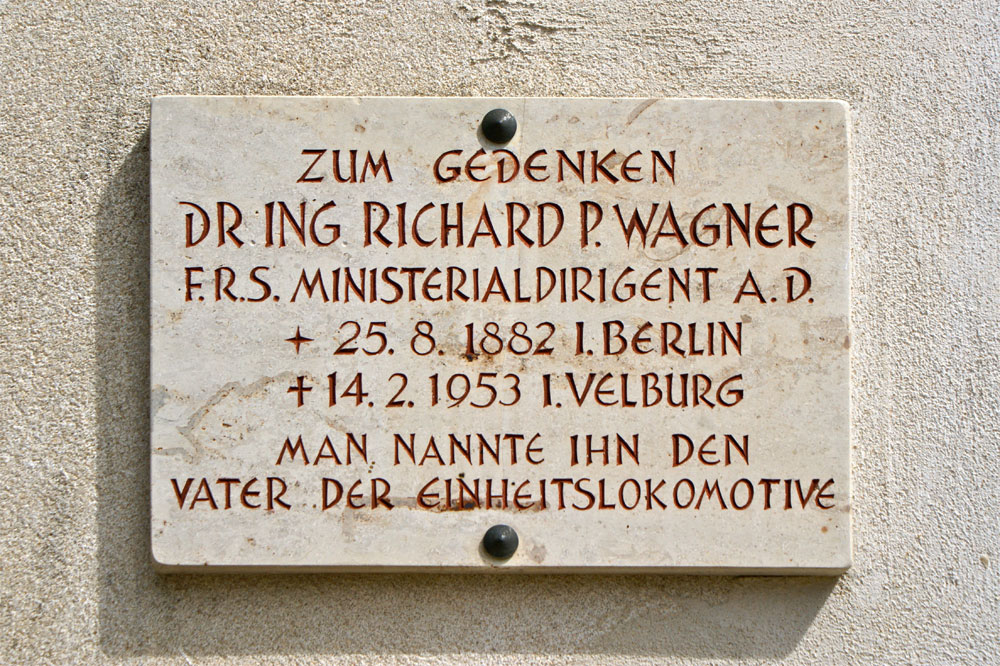
フェルブルクの聖アンナ教会にある記念額

リヒャルト・フェリックス・パウル・ワーグナー（Richard Felix Paul Wagner、姓はヴァーグナーとも、1882年8月25日ベルリン - 1953年2月14日フェルブルク）は、ドイツの交通関連の機械技術者で、1923年から1942年までベルリンの国営鉄道中央局において第23局（蒸気機関車・動力車製造）の局長を務めた。

## 生涯と経歴
ワーグナーはベルリンにおいて運送業者の息子として生まれ、1901年の復活祭の日にギムナジウム卒業試験を受けたのち、後に鉄道の機械技術者となる意図で学位試験ではなく国のバウマイスター (Baumeister) 試験を受ける目的で、王立シャルロッテンブルク工科大学において勉強した。しかし1902年に学位試験とバウマイスター試験の区別が廃止されたため、1906年3月の試験を受けて交通機械工学分野の学位を授与された。卒業後、彼は政府の建築官になる訓練の目的でプロイセン邦有鉄道（プロイセン国鉄）に入り、1909年春の政府の試験をこの年の1位の成績で通過して終えた。さらにその後イングランドやアメリカ合衆国への研修旅行や、機械研修部門や検査官の研修生として邦有鉄道の様々な分野での活動を行った。第一次世界大戦勃発に際しては志願して野戦鉄道部隊に配属され、スダン、コンフラン＝アン＝ジャルニジー、リールなどでの機械部門を指導した。戦争終結後、野戦鉄道部隊から復員したワーグナーはまず検査官としての仕事の他に、時折軍事鉄道部門の清算作業を任されていた。
1920年4月1日、彼はグルーネヴァルト機関車試験局の局長に任命された。ワーグナーの局長時代には、ハルバーシュタット-ブランケンブルク鉄道のティア型やプロイセンのP10型、ザクセンのXX HV型など多くの機関車について広範な試験を行った。1922年には「機関車の標準化に関する委員会」の委員となり、1922年10月1日からは設計局において前任者のリューブケン (Lübken) から半年間指導を受けるために国営鉄道中央局に配属された。1923年に彼は機関車設計局の局長に任命された。まずワーグナーは政府の建設指導官 (Regierungsbaurates) となり、1924年10月1日からは昇進して政府の上級建設指導官 (Oberregierungsbaurates) に、そしてドイツ国鉄会社の設立後は国営鉄道上級指導官 (Reichsbahnoberrates) となった。さらに昇進して1935年には国営鉄道重役 (Reichsbahndirektor)、1938年には局長 (Abteilungspräsidenten) となった。
1942年にワーグナーは、第二次世界大戦におけるドイツ国鉄の輸送問題の責任を問われて、ゲルハルト・デーゲンコルプの圧力により局長を辞任に追い込まれた。公式には1942年6月1日に健康上の理由で自主的に辞職したとされ、フリードリヒ・ヴィッテが後任となった。1946年にイギリス占領軍当局の要請により短期間バイゾーンにおける購買部局の長を務め、1947年に最終的に引退した。1948年からは、1920年以来彼自身も会員であった機関車標準委員会の会長を死ぬまで務めた。これに加えて彼は焼結金属や油の不要な軸受などに関する研究コミュニティに参加し、この分野の特許を取得している。

## 設計局での活動

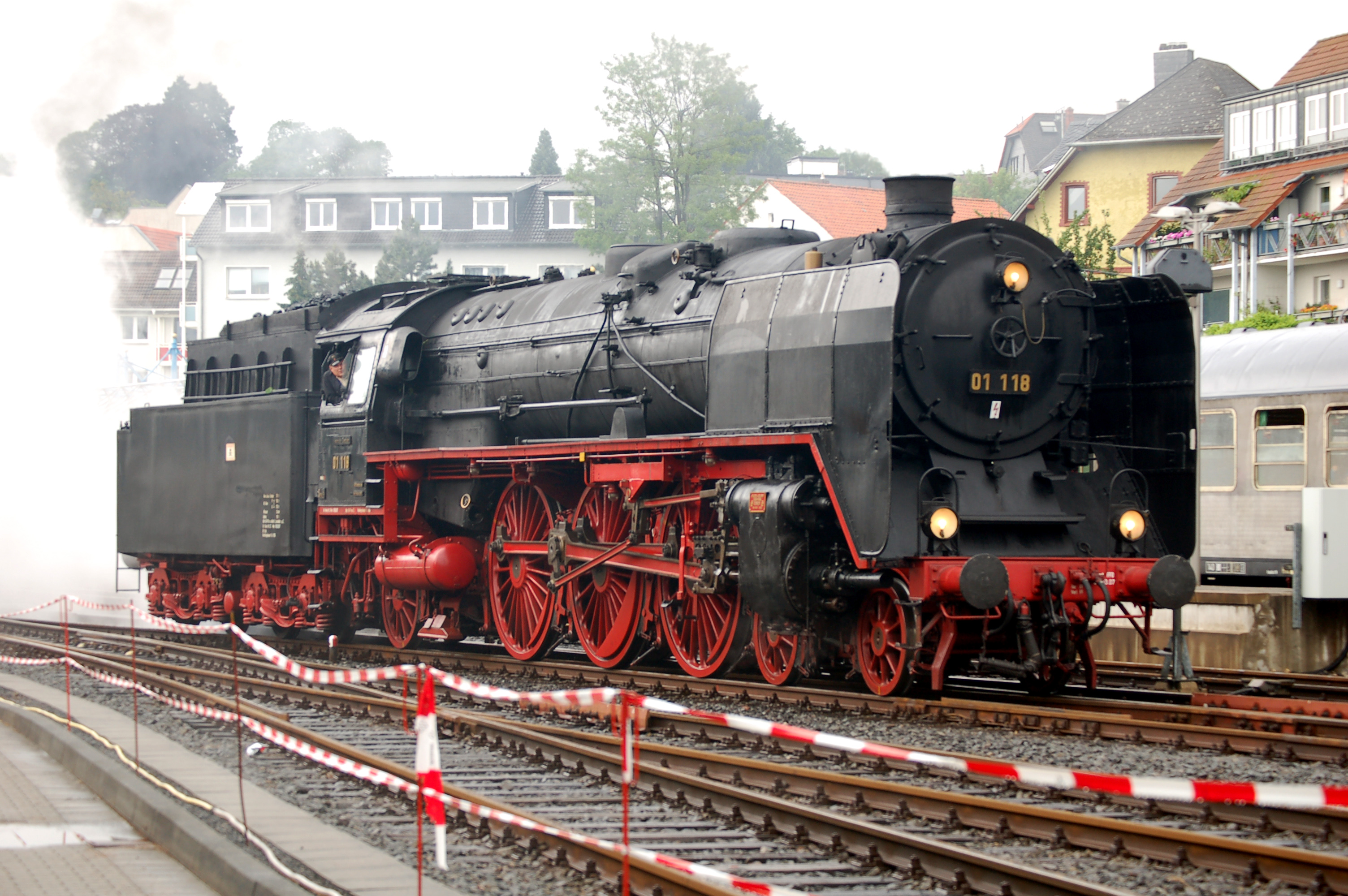
ワーグナーの構想に基づく典型的な制式機関車である急行用蒸気機関車、01形

ドイツ国鉄の制式蒸気機関車の開発に際して、ワーグナーは蒸気機関車の合理的な製造と運用という構想を断行した。できるだけ機関車の種類を少なくし、特殊な形式を作ることを避け、できるだけ正確な部品を作って部品や予備品を現物合わせの作業の必要なしに容易に交換できるようにし、またこの当時の多くの形式の機関車で多くの部品や構成品を共通化した。このため彼の時代の一連の機関車の設計はメーカーと国営鉄道の統一事務所から生み出されている。
ワーグナーは、第一次世界大戦のときの鉄道部隊での経験に大きな影響を受けていた。機関車は頻繁に故障するが、各邦有鉄道が多くの形式の機関車を有し、また部品の標準化に欠けている結果、修理用の部品の調達と保守に多大な問題を抱えていた。このことがワーグナーに単純で保守のしやすい設計の必要性を痛感させ、結果として制式蒸気機関車の設計に一面では革新的な影響をもたらしたが、もう一面ではかなり活気を失わせる影響をももたらした。このためワーグナーは燃費が悪く運行上の弾力性にかけるボイラーの設計（ワーグナー式長煙管ボイラー）にこだわり、放射熱の伝達をよくし煙管での熱負担を緩和する燃焼室付ボイラーのようなある種の高出力ボイラーの使用に強く反対した。彼はまた、蒸気圧力を最大限に利用することが不可欠な中圧・高圧ボイラー搭載の実験機以外は、4シリンダー複式機関車を使用することを拒否した。しかしながら、ドイツの他の邦有鉄道（たとえば王立バイエルン邦有鉄道S3/6型蒸気機関車）や他の国（たとえばフランスのアンドレ・シャプロンの設計した機関車）では、4シリンダー複式機関車は保守費用は高かったものの成功裏に運用されていた。
ワーグナーの考えに基づく制式蒸気機関車の導入は、経済的な理由から限られたものに留まった。また軸重20 tへの路線改良工事が遅れたことも、制式蒸気機関車の導入の遅れにつながった。より小型で軽量な機関車がかなりの数製造され、成功をおさめた。他の形式の機関車は、一部の試作機のみか少数のみが納入された。ドイツが戦争準備を開始して初めて、計画に含まれていた車軸配置1Eの重量貨物機関車と、それから派生した当初予定になかった車軸配置1Eの軽量貨物機関車が戦時機関車として特別に開発され、前例のない規模で大量生産された。戦時機関車の開発と量産は、ワーグナーの辞任後のゲルハルト・デーゲンコルプやフリードリヒ・ヴィッテの責任において進められることになった。
こんにち鉄道ファンにとってワーグナーの名前は、ドイツ国鉄の標準大型除煙板であるワーグナー式除煙板として主に知られているが、これは彼の業績のほんの一部であり、また公式に彼の名前にちなんで命名されたものでもない。

## 受賞
1931年にワーグナーは、蒸気機関車および石油炊き機関車の建設的な発展への貢献で、アーヘン工科大学から名誉学位を授与された。1936年にイギリス機関車技術者協会は金の功績メダルを授与した。1942年に戦功十字章を授与された。